# Parapseudoleptomesochra dubia
Parapseudoleptomesochra dubia is een eenoogkreeftjessoort uit de familie van de Ameiridae. De wetenschappelijke naam van de soort is voor het eerst geldig gepubliceerd in 1975 door Kunz.